# Min barnepige er en vampyr
Min barnepige er en vampyr (fransk: Ma gardienne est un vampire) er en canadisk tv-serie baseret på filmen af samme navn. Tv-serien er skrevet af Jennifer Pertsch, Tom McGillis og Tim Burns. Den havde premiere d. 28. februar 2011 i Canada på fransk på Télétoon, d. 14. marts 2011 i Canada på engelsk på Teletoon, d. 27. juni 2011 i USA på engelsk på Disney Channel og d. 15. november 2011 i Danmark på engelsk på Disney Channel. Anden sæson have premiere d. 29 juni 2012 i USA på Disney Channel. Den har premiere d. 6. september 2012 i Canada på Teletoon.

## Handling
Serien handler om de to venner, Ethan (Matthew Knight) og Benny (Atticus Mitchell), hvis ven, Sarah (Vanessa Morgan), er vampyr. Sarah er også barnepige for Jane (Ella Jonas Farlinger), Ethans otte-årige lillesøster. Sammen kæmper de mod mørke kræfter der truer både Ethan og Benny fordi de er venner med en vampyr, og Sarah fordi hun er ven med mennesker.

## Personer
Ethan Morgan (Matthew Knight) er hovedpersonen. Han er synsk, og kan forudsige ved at røre ved ting. Han har en otteårig lillesøster, Jane, og bor sammen med hende og deres mor, Samantha, og deres far, Ross.
Sarah (Vanessa Morgan) er vampyr, Ethans og Bennys ven og Janes barnepige. Hun er bekendt med Erica (Kate Todd) og Rory (Cameron Kenendy) fra skolen, som begge er vampyrer.
Benny Weir (Atticus Mitchell) er Ethans og Sarahs ven, og kan udøve magi som han har lært af sin bedstemor (Joan Gregson). Han er lidt mindst lige så nørdet som Ethan, men til forskel fra Ethan, kan han ikke affinde sig med det.